# Abingdon Boys School
Abingdon Boys School (яп. アビングドンボーイズスクール Абингудон бо:йдзу суку:ру) — японская рок-группа, образованная Таканори Нисикавой (T.M. Revolution) в 2005 году. Своё название она получила в честь закрытой частной школы для мальчиков в городе Абингдон (Оксфордшир).

## Участники
- Таканори Нисикава / T.M. Revolution (яп. 西川 貴教) — вокал
- Сунао Сакураи / Sunao (яп. 櫻井 直) — гитара
- Хироси Сибасаки (яп. 柴崎 浩) — гитара (бывший участник Wands и бывший гитарист al.ni.co)
- Тосиюки Киси (яп. 岸 利至) — клавиши, программирование, микшер

### Другие музыканты
- Икуо Сибутани / Ikuo (яп. 渋谷 郁央) — бас-гитара.
- Кодзи Хасэгава / Kozy Hasegawa (яп. 長谷川 浩二) — ударные

## Дискография

### Синглы
|    | Информация                                                                                       | Тираж  |
| -- | ------------------------------------------------------------------------------------------------ | ------ |
| #1 | «Innocent Sorrow» - Дата выпуска: 6 декабря, 2006 - 4-е место в недельном хит-параде Oricon      | 75,533 |
| #2 | «Howling» - Дата выпуска: 16 мая, 2007 - 4-е место в недельном хит-параде Oricon                 | 73,947 |
| #3 | «Nephilim» - Дата выпуска: 4 июля, 2007 - 5-е место в недельном хит-параде Oricon                | 45,715 |
| #4 | «BLADE CHORD» - Дата выпуска: 5 декабря, 2007 - 2-е место в недельном хит-параде Oricon          | 36,922 |
| #5 | «STRENGTH» - Дата выпуска: 25 февраля, 2009 - 4-е место в недельном хит-параде Oricon            | 36,857 |
| #6 | «JAP» - Дата выпуска: 20 мая, 2009 - 4-е место в недельном хит-параде Oricon                     | 34,596 |
| #7 | «Kimi no Uta» - Дата выпуска: 26 августа, 2009 - 8-е место в недельном хит-параде Oricon         | 30,580 |
| #8 | «From Dusk Till Dawn» - Дата выпуска: 16 декабря, 2009 - 3-е место в недельном хит-параде Oricon | 27,013 |

### Альбомы
Abingdon Boys School
- Дата выпуска: 17 октября, 2007
- Формат: CD
- 2-е место в хит-параде Топ-200[5]
- Продано копий: 89,796

Teaching Materials
- Дата выпуска: 30 октября, 2009
- Формат: CD

ABINGDON ROAD
- Дата выпуска: 27 Января, 2010
- Формат: CD+DVD

### Сборники и компиляции
- Love for Nana — Only 1 Tribute- (15 марта, 2005)

 «stay away»
- Parade — Respective Tracks of Buck-Tick- (21 декабря, 2005)

 "Dress" (яп. ドレス Doresu)
- Luna Sea Memorial Cover Album (19 декабря, 2007)

«Sweetest Coma Again»
- Monster Hunter Anniversary Collection (30 декабря, 2009)

«Valkyrie-Leolia Mix-»

### Прочее
Они записали открывающие композиции для аниме «Darker than Black» («Howling»), первого сезона аниме «Sengoku Basara» («JAP»), «Tokyo Magnitude 8.0» («Kimi no Uta») и «D.Gray-man» («Innocent Sorrow»), а также закрывающую композицию для аниме «Soul Eater» («Strength»).

## Выступление в России
3 ноября 2009 года в московском клубе One Rock прошёл первый концерт группы в России. Этим концертом открылся тур группы по Европе.